# The Ultimate Collection (The Kinks)
The Ultimate Collection is een verzamelalbum van de Britse rockband The Kinks uit 2002. Het album bevat ook twee solonummers van Dave Davies: Death of a Clown en Susanna's Still Alive.

## Tracks
Cd 1:
- "You Really Got Me"
- "All Day and All of the Night"
- "Tired of Waiting for You"
- "Ev'rybody's Gonna Be Happy"
- "Set Me Free"
- "See My Friends"
- "Till the End of the Day"
- "Dedicated Follower of Fashion"
- "Sunny Afternoon"
- "Dead End Street"
- "Waterloo Sunset"
- "Death of a Clown" (Dave Davies)
- "Autumn Almanac"
- "Susannah's Still Alive" (Dave Davies)
- "Wonderboy"
- "Days"
- "Plastic Man"
- "Victoria"
- Lola (Coca-Cola-stereoversie)
- "Apeman"
- "Supersonic Rocket Ship"
- "Better Things"
- "Come Dancing"
- "Don't Forget to Dance"

Cd 2:
- "David Watts"
- "Stop Your Sobbing"
- "Dandy"
- "Mr. Pleasant"
- "I Gotta Move"
- "Who'll Be the Next in Line"
- "I Need You"
- "Where Have All the Good Times Gone"
- "Sitting on My Sofa"
- "A Well Respected Man"
- "I'm Not Like Everybody Else"
- "Love Me Till the Sun Shines"
- "She's Got Everything"
- "Starstruck"
- "Shangri-la"
- "God's Children"
- "Celluloid Heroes"
- "(Wish I Could Fly Like) Superman"
- "Do It Again"
- "Living on a Thin Line"

Opnamen: 1964 t/m 1984.
Mick Avory · Dave Davies · Ray Davies

John Dalton · Gordon Edwards · Ian Gibbons · John Gosling · Bob Henrit · Andy Pyle · Pete Quaife · Jim Rodford